# Henning Tegetmeyer
Henning Tegetmeyer (* 12. Januar 1572 in Braunschweig; † 16. März 1618 in Göttingen) war ein evangelisch-lutherischer Theologe und Generalsuperintendent von Göttingen.

## Leben
Tegetmeyer, Sohn eines Verwalters im Kloster Riddagshausen und Magister artium, trat 1599 seine erste Pfarrstelle an der St.-Jacobi-Kirche in Göttingen an. 1610 wechselte er an die St.-Johannis-Kirche, ebenfalls in Göttingen. Damit war, erstmals in seiner Amtszeit, auch das Amt eines Generalsuperintendenten des Fürstentums Göttingen verbunden. Zugleich war Tegetmeyer Professor am Göttinger Pädagogium.